# Bile (Chorwacja)
Bile – wieś w Chorwacji, w żupanii primorsko-gorskiej, w mieście Novi Vinodolski. W 2011 roku liczyła 5 mieszkańców.